# برج تاریک (کامیک)
برج تاریک (انگلیسی: The Dark Tower) یک مجموعه داستانی از سری کتاب‌های کامیک مارول کامیکس بر اساس سری کتاب‌های برج تاریک نوشتهٔ استیون کینگ است و برای نخستین بار در سال ۲۰۰۷ به قلم رابین فورث و پیتر دیوید منتشر شد. مدیر اجرایی و مدیر نوآوری پروژه نیز استیون کینگ است.
داستان در مورد مردی هفت‌تیرکش به‌نام رولِند دِسچِین است که به‌طور عمده از شخصیت مرد بی‌نام با ایفای نقش کلینت ایستوود الهام گرفته شده‌است.